# Tannerhandel
Der Tannerhandel ist ein nach seinem Hauptakteur Konrad Tanner benannter Konflikt zwischen den neu gebildeten Ständen Appenzell Innerrhoden und Appenzell Ausserrhoden in den Jahren 1598 und 1599.
Aufgrund des Landteilungsvertrags von 1597 verfügte Ausserrhoden die Durchsetzung des Mehrheitsprinzips in Glaubenssachen. Es stellte die Katholiken vor die Wahl, zu konvertieren oder das Land zu verlassen. Dies fochten führende Innerrhoder Politiker um Tanner mit Unterstützung der Fürstabtei St. Gallen und der sieben katholischen Orte an, obwohl Innerrhoden seinerseits die Reformierten schon zehn Jahre früher weggewiesen hatte.
Ausserrhoden ging es deshalb um Gleichbehandlung und die Würdigung der 1597 erlangten Selbstständigkeit. Der innerrhodische Protest gründete im konfessionellen Eifer und der noch nicht vollzogenen Akzeptanz eines unabhängigen Ausserrhoden.
Gestärkt durch einen Entscheid der Landsgemeinde vom 6. Mai 1599, setzte Ausserrhoden seine Position vor der Tagsatzung schliesslich durch.